# الکساندراوکا، بخش جانو لابلسکی
الکساندراوکا، بخش جانو لابلسکی (به لاتین: Aleksandrówka, Janów Lubelski County) یک منطقهٔ مسکونی در لهستان است که در Gmina Batorz واقع شده‌است.